# Bleckert Wachtmeister (1910–1983)
Carl Bleckert Wachtmeister, född 4 februari 1910 i Konga församling, Malmöhus län, död 24 maj 1983 i Malmö S:t Petri församling, Malmö, var en svensk greve och civilekonom.

## Biografi
Wachtmeister var son till greve Claës Wachtmeister (1873-1945) och Ebba Ericson (1885-1983) samt bror till Arvid Wachtmeister och Rütger Wachtmeister. Han avlade studentexamen vid Lundsbergs skola 1929 och ekonomisk examen vid Handelshögskolan i Stockholm 1934. Wachtmeister var förvaltare av Knutstorps gods 1935-1940 samt innehavare och förvaltare av Snogeholms gods 1939-1965. Han var verkställande styrelseledamot av Södra Färs elförening 1950-1965 samt ledamot av kommunfullmäktige och revisor i Blentarps landskommun 1939-1965.
Wachtmeister var gift med Britten Johansson (1918-1998). Han var far till Christer (född 1941) och Christina (född 1944).